# سارینا هولزنبک
سارینا هولزنبک (آلمانی: Sarina Hülsenbeck؛ زادهٔ ۵ ژوئیهٔ ۱۹۶۲) شناگر اهل آلمان بود.
از افتخارات وی میتوان به کسب مدال طلا ۴×۱۰۰ متر آزاد امدادی در بازی‌های المپیک تابستانی ۱۹۸۰ اشاره کرد.